# Hemerobius nemoralis
Hemerobius nemoralis är en insektsart som beskrevs av Müller 1764. Hemerobius nemoralis ingår i släktet Hemerobius och familjen florsländor. Inga underarter finns listade i Catalogue of Life.